# 23 januari
23 januari is de 23ste dag van het jaar in de gregoriaanse kalender. Hierna volgen nog 342 dagen (343 dagen in een schrikkeljaar) tot het einde van het jaar.

## Gebeurtenissen
- Algemeen
  - 1556 - De Shaanxi-aardbeving, de hevigste uit de geschiedenis, kost het leven aan 830.000 mensen in China.
  - 1904 - De Noorse plaats Ålesund wordt verwoest door een brand.
  - 1910 - Het vissersschip MD 1 uit Middelharnis zinkt tijdens een storm, 13 doden.[1]
  - 1973 - Uitbarsting van de vulkaan Eldfell op Heimaey, een eiland voor de zuidkust van IJsland. Slechts één persoon kwam hierbij om het leven, terwijl de helft van het eiland werd verwoest door de eruptie.
  - 1974 - Bij een schoolbrand in een internaat in het Belgische Heusden komen 23 jongens van de leeftijd van 12 tot 15 jaar om het leven. Zie Internaatsbrand Heusden-Zolder.
  - 2024 - De Doemdagklok, die wordt bijgehouden door het Bulletin of the Atomic Scientists en die aangeeft hoever de wereld af zou zijn van een wereldwijde catastrofe, wordt niet bijgesteld en staat op 90 seconden voor middernacht.[2]
- Criminaliteit en veiligheid
  - 1997 - De Albanese politie arresteert de eigenaren en 118 medewerkers van twee geldpiramidebedrijven en neemt bezittingen en veel geld in beslag.
  - 2009 - In Sint-Gillis-bij-Dendermonde vindt een steekpartij in een kinderdagverblijf plaats, waarbij een 20-jarige man twee kinderen en een volwassene doodt. Daarnaast zijn er 12 zwaargewonden, die naar het ziekenhuis worden overgebracht.
- Economie
  - 1997 - De Zuid-Koreaanse staalonderneming Hanbo Steel vraagt faillissement aan.
  - 1997 - Bij de verkoop van de voetbalrechten ontstaat een conflict tussen de KNVB en abonneezender FilmNet.
  - 2020 - De webshop van Neckermann is failliet verklaard. In 2014 werd het postorderbedrijf ook al failliet verklaard, maar maakte toen een mislukte doorstart. Deze maand werden kledingwinkels Didi, Steps, Witteveen Mode en Promiss ook al gesloten door faillissementen.

- Infrastructuur

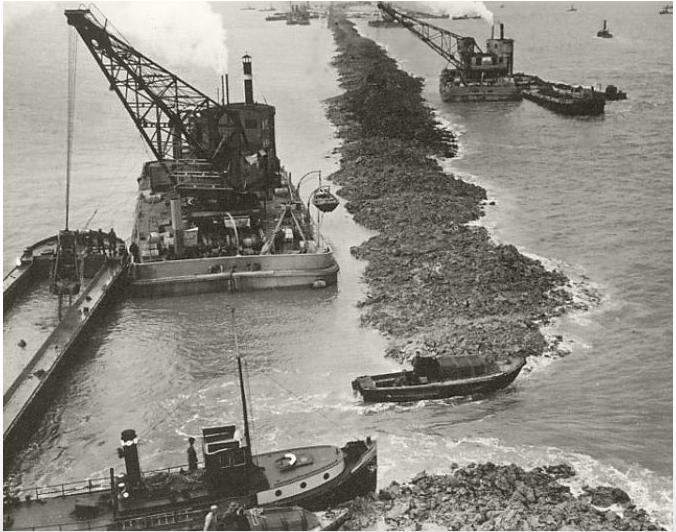
In 1933 wordt de Afsluitdijk opengesteld.

- - 1933 - De Afsluitdijk, die de Zuiderzee afsluit van de Noordzee, is klaar en wordt beperkt opengesteld voor betalend verkeer.
- Media
  - 1983 - The A-Team wordt voor het eerst uitgezonden.[3]
  - 2007 - Dagblad De Pers verschijnt voor het eerst in Nederland.
- Muziek
  - 2018 - Neil Diamond maakt bekend dat hij met optreden stopt omdat bij hem de ziekte van Parkinson is geconstateerd.[3]
- Oorlog
  - 1570 - De Schotse Burgeroorlog begint na de moord op James Stewart.
  - 1943 - Britse troepen veroveren Tripoli op de asmogendheden.
- Politiek
  - 393 - Keizer Theodosius I benoemt zijn 8-jarige zoon Honorius tot medekeizer (Augustus) van het West-Romeinse Rijk.
  - 1579 - De Unie van Utrecht wordt getekend in de kapittelzaal van de Domkerk in Utrecht. Deze unie legt de grondslag voor de Republiek der Zeven Verenigde Nederlanden.
  - 1624 - Graaf Johan VIII van Nassau-Siegen staat een deel van het graafschap af aan zijn jongere broer Willem.
  - 1719 - Het vorstendom Liechtenstein wordt gevormd.
  - 1899 - Inauguratie van Emilio Aguinaldo als president van de Constitutionele Republiek der Filipijnen.
  - 1920 - Nederland weigert keizer Wilhelm II uit te leveren.
  - 1989 - Zuid-Afrika kondigt aan de komende maanden 2300 politiemannen uit Namibië terug te trekken. De politiemacht zal van 8300 tot 6000 worden teruggebracht.
  - 1989 - Irak laat als een "gebaar van goede wil" 255 zieke en gewonde Iraanse krijgsgevangenen vrij en zet hen op een vliegtuig naar Teheran.
  - 2005 - In Oekraïne wordt Viktor Joesjtsjenko beëdigd als president.
  - 2011 - In Brussel betogen zo'n 30.000 mensen onder de slogan "No Government, Great Country" omdat na meer dan 200 dagen de regeringsvorming in België nog niet afgerond is.
  - 2014 - Mijnwerkers in Zuid-Afrika gaan in staking om een hoger loon af te dwingen. De grootste vakbond in deze sector, AMCU, heeft opgeroepen tot de staking in de platinamijnen in het noordwesten van het land.
- Sport
  - 1921 - Oprichting van de Spaanse voetbalclub Deportivo Alavés.
  - 1921 - Oprichting van de Nederlandse voetbalclub SV Ommoord.
  - 1926 - Nederland speelt in Antwerpen zijn eerste officiële hockeyinterland. Tegenstander is België, dat met 2-1 wordt verslagen.
  - 1984 - Wielrenner Francesco Moser brengt het werelduurrecord in Mexico-Stad naar een afstand van 51,151 kilometer.
  - 2013 - Voetballer Dieumerci Mbokani van RSC Anderlecht neemt in het Casino-Kursaal in Oostende de Belgische Gouden Schoen 2012 in ontvangst.
  - 2017 - Tijdens het Haags Sportgala in het AFAS Circustheater worden voetballer Eljero Elia en zeilster Marit Bouwmeester uitgeroepen tot respectievelijk Haags sportman en -vrouw van het Jaar.
  - 2022 - In de Eredivisie is de VAR beslissend bij het topduel tussen PSV en Ajax in Eindhoven. Hij en de grensrechter concluderen dat de bal niet over de zijlijn is geweest als Ajax vlak daarna de beslissende 1-2 scoort.
  - 2022 - De Iraniër Hossein Vafaei wint de Snooker Shoot-Out door in de finale met 71-0 te winnen van Welshman Mark Williams.

- Wetenschap en technologie
  - 1896 - Wilhelm Röntgen maakt voor het eerst een foto met behulp van elektromagnetische straling van de hand van Albert von Kölliker.
  - 1942 - Oprichting van het Aircraft Engine Laboratory door NACA.[4]
  - 1959 - Robert Noyce vindt de geïntegreerde schakeling uit. Jack Kilby bestrijdt dat.
  - 1960 - De diepzeesonde Trieste bereikt het diepste punt op het aardoppervlak, 10.915 meter onder het oceaanoppervlak.
  - 2022 - Een onbemand Dragon ruimtevaartuig dat benodigdheden heeft gebracht ontkoppelt na een verblijf van ongeveer 1 maand van het ISS.[5]
  - 2024 - Lancering met een Kinetica 1 raket vanaf lanceerbasis Jiuquan van de Third Flight missie met de vijf door MINOSPACE gebouwde ruimtelijke- en aardobservatiesatellieten Taijing-1-03, Taijing-2-02, Taijing-2-04, Taijing-3-02 en Taijing-4-03 waarover (nog) geen specifieke details bekend zijn.[6]
  - 2024 - Tijdens een ceremonie in Brussel wordt België in het bijzijn van de Belgische astronauten Raphaël Liégeois en Frank De Winne, de Belgisch minister van Buitenlandse zaken Hadja Lahbib en Amerikaans zaakgelastigde Tim Richardson de 34e ondertekenaar van de Artemis Accords (Artemis Akkoorden). De akkoorden zijn een set van afspraken over hoe de deelnemende landen omgaan en samenwerken tijdens het onderzoeken en verkennen van de ruimte.[7][8]
  - 2024 - Twee zonnevlekken die niet op hetzelfde halfrond liggen produceren vrijwel gelijktijdig een zonnevlam, wat een uiterst zeldzaam verschijnsel is. De zonnevlammen hebben een gezamenlijke sterkte van M5.1 en veroorzaken een kortstondige uitval van radiosignalen boven Indonesië en Australië.[9]

## Geboren

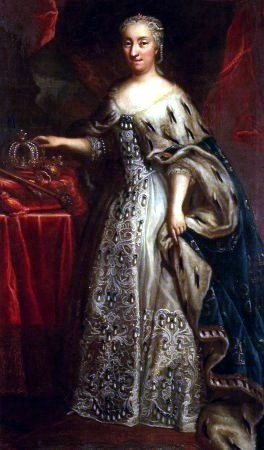
Ulrike Eleonora van Zweden
geboren in 1688

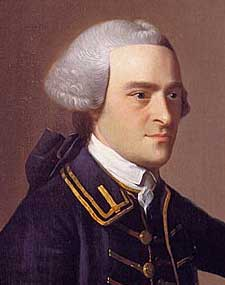
John Hancock,
geboren in 1737

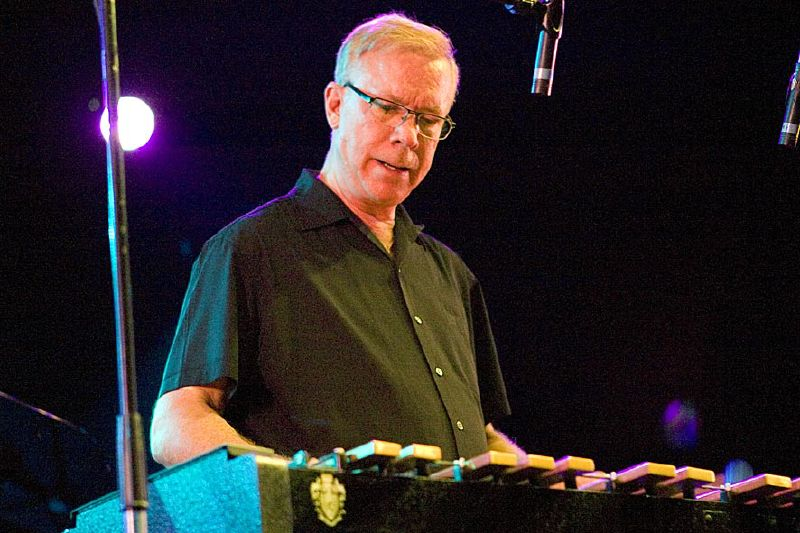
Gary Burton,
geboren in 1943

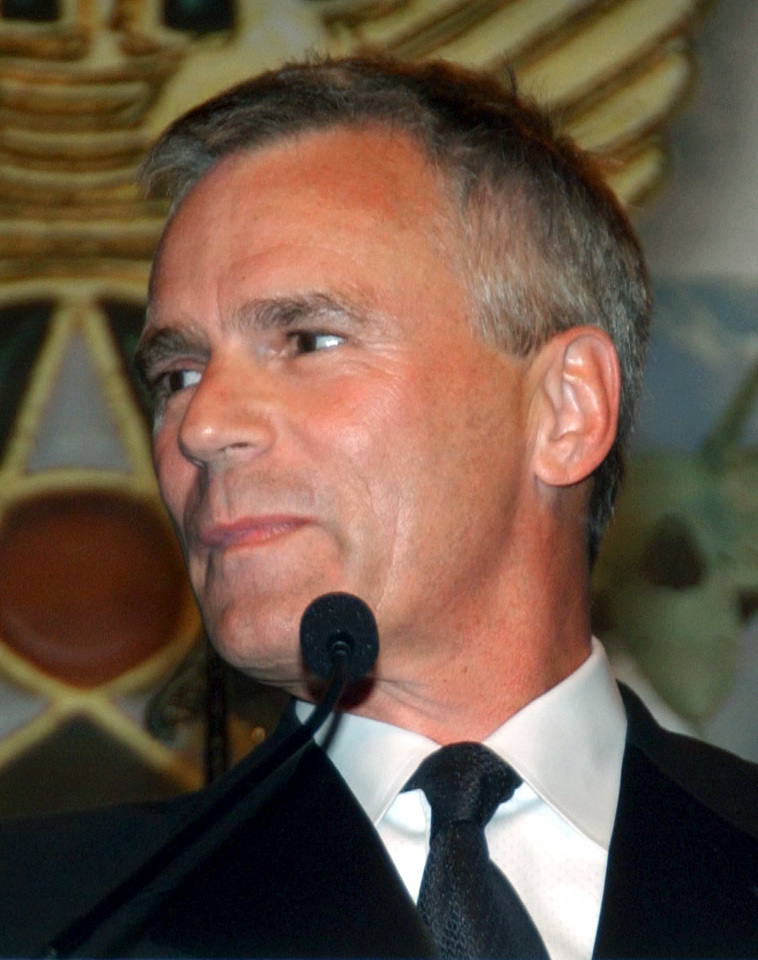
Richard Dean Anderson,
geboren in 1950

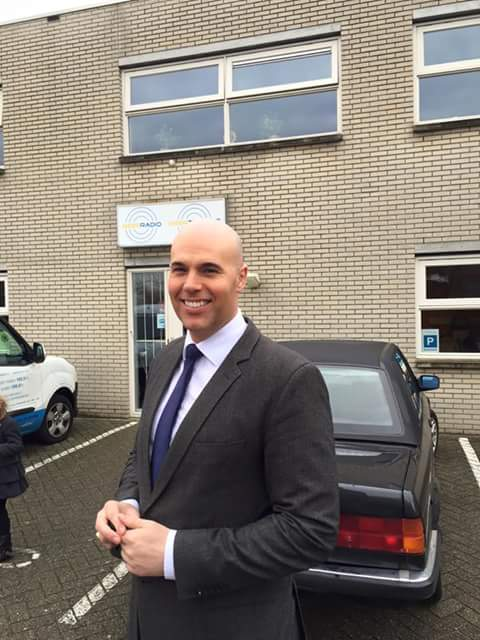
Joram van Klaveren,
geboren in 1979

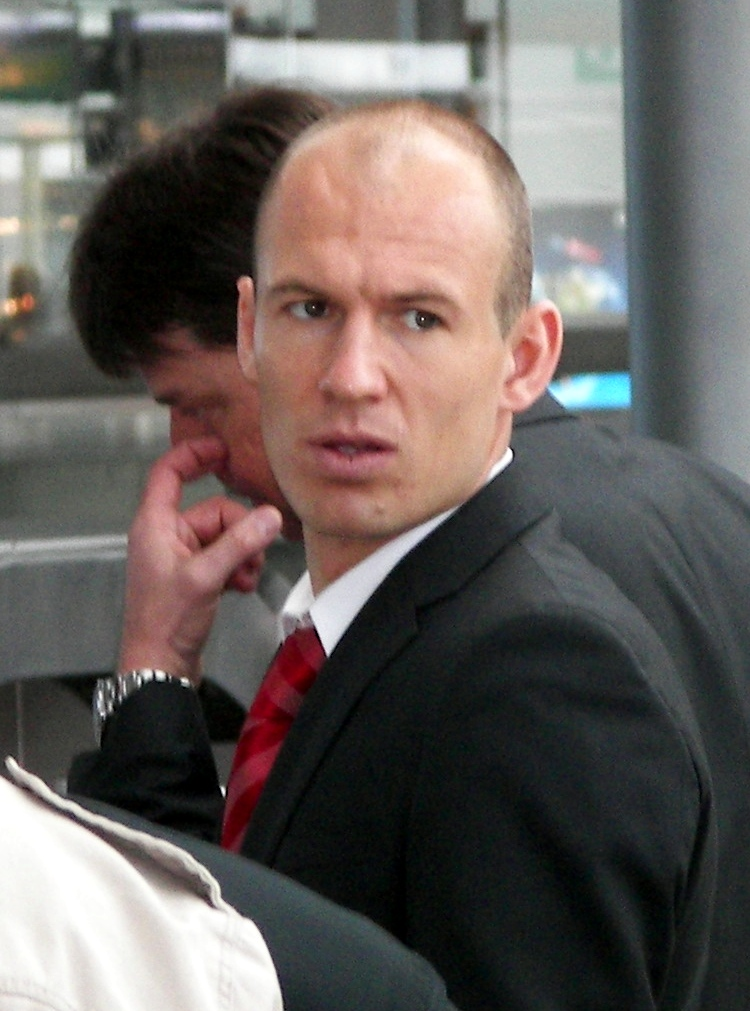
Arjen Robben,
geboren in 1984

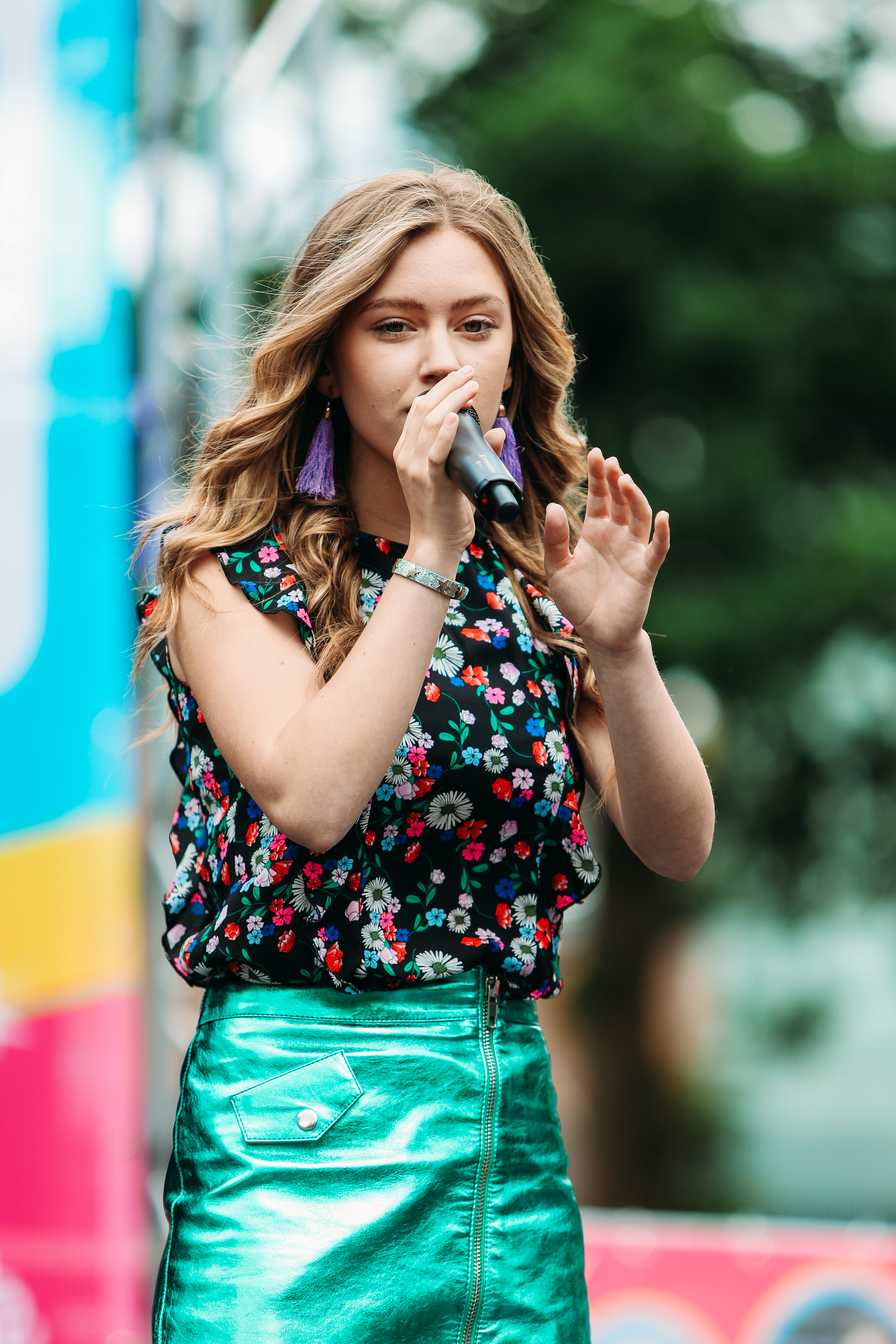
Sterre Koning,
geboren in 2003

- 1688 - Ulrike Eleonora van Zweden, koningin van Zweden (overleden 1741)
- 1709 - John Cleland, Engels schrijver (overleden 1789)
- 1734 - Wolfgang von Kempelen, Hongaarse auteur en uitvinder. Hij was bekend om zijn schaakmachine de Turk en om zijn geluidsmachine (overleden 1804)
- 1737 - John Hancock, Amerikaans revolutionair (overleden 1793)
- 1752 - Muzio Clementi, Italiaans componist, dirigent en uitgever van bladmuziek (overleden 1832)
- 1767 - Jeanne-Élisabeth Chaudet, Frans kunstschilder (overleden 1832)
- 1783 - Stendhal, Frans schrijver (overleden 1842)
- 1794 - Eduard Friedrich Eversmann, Duits bioloog en ontdekkingsreiziger (overleden 1860)
- 1832 - Édouard Manet, Frans schilder (overleden 1883)
- 1838 - Marianne Cope, Duits-Amerikaans zalige en religieuze in de leprakolonie op Molokai (overleden 1918)
- 1848 - Julius Hoste sr., Belgisch schrijver (overleden 1933)
- 1862 - David Hilbert, Duits wiskundige (overleden 1943)
- 1872 - Gotse Delchev, Bulgaars-Macedonisch vrijheidsstrijder (overleden 1903)
- 1876 - Otto Diels, Duits scheikundige en Nobelprijswinnaar (overleden 1954)
- 1881 - Kliment Vorosjilov, Sovjet-Russisch generaal (overleden 1969)
- 1885 - Gunnar Strömstén, Fins schaatser (overleden 1963)
- 1870 - William G. Morgan, Amerikaans uitvinder (overleden 1942)
- 1890 - Pieter Klaver, Nederlands voorganger, zendeling en leider van de Nederlandse Pinksterbeweging (overleden 1970)
- 1892 - Johannes Martin Bijvoet, Nederlands chemicus (overleden 1980)
- 1896 - Charlotte van Luxemburg, groothertogin van Luxemburg (overleden 1985)
- 1897 - Nestor Gerard, Belgisch fotograaf (overleden 1996)
- 1898 - Sergej Eisenstein, Russisch filmregisseur (overleden 1948)
- 1899 - Glen Kidston, Brits piloot en autocoureur (overleden 1931)
- 1901 - Benno Stokvis, Nederlands jurist, publicist en politicus (overleden 1977)
- 1903 - Gejus van der Meulen, Nederlands voetbaldoelman (overleden 1972)
- 1905 - Erich Borchmeyer, Duits atleet (overleden 2000)
- 1910 - Django Reinhardt, Belgisch gitarist (overleden 1953)
- 1912 - Ank van der Moer, Nederlands toneelspeelster (overleden 1983)
- 1912 - Boris Pokrovski, Russisch operadirecteur (overleden 2009)
- 1913 - Jean-Michel Atlan, Joods-Frans kunstschilder (overleden 1960)
- 1915 - Herma Bauma, Oostenrijks atlete (overleden 2003)
- 1916 - Lex Horn, Nederlands kunstenaar (overleden 1968)
- 1918 - Gertrude Elion, Amerikaans farmacologe (overleden 1999)
- 1919 - Jan Derksen, Nederlands wielrenner (overleden 2011)
- 1919 - Hans Hass, Oostenrijks zoöloog en onderwaterwetenschapper (overleden 2013)
- 1920 - Gottfried Böhm, Duits architect (overleden 2021)
- 1920 - Walter Frederick Morrison, Amerikaans uitvinder van de Frisbee (overleden 2010)
- 1921 - Silvio Gazzaniga, Italiaans beeldhouwer, maker van de FIFA-wereldbeker (overleden 2016)
- 1922 - Johan Wolder, Nederlands hoorspelacteur en -regisseur (overleden 2016)
- 1923 - Horace Ashenfelter, Amerikaans atleet (overleden 2018)
- 1924 - Frank Lautenberg, Amerikaans politicus (overleden 2013)
- 1925 - Danny Arnold, Amerikaans scriptschrijver (overleden 1995)
- 1925 - Emilio O. Rabasa, Mexicaans politicus, diplomaat en rechtsgeleerde (overleden 2008)
- 1928 - Jeanne Moreau, Frans actrice (overleden 2017)
- 1929 - Robbert Das, Nederlands technisch illustrator, bouwkundig ontwerper en schrijver
- 1929 - Rudolf Das, Nederlands technisch illustrator, bouwkundig ontwerper en schrijver (overleden 2020)
- 1929 - John Polanyi, Hongaars-Canadees scheikundige en Nobelprijswinnaar
- 1930 - William Pogue, Amerikaans ruimtevaarder (overleden 2014)
- 1930 - Derek Walcott, Saint Luciaans dichter-schrijver en Nobelprijswinnaar (overleden 2017)
- 1931 - Joaquim Albino, Braziliaans voetballer
- 1931 - Jacques Cooper, Frans industrieel ontwerper (overleden 2024)
- 1931 - Armand Desmet, Belgisch wielrenner (overleden 2012)
- 1932 - Dominic DeNucci, Italiaans professioneel worstelaar (overleden 2021)
- 1935 - Joop van Zijl, Nederlands presentator van het NOS-journaal
- 1936 - Jan-Willem Bertens, Nederlands diplomaat en politicus
- 1936 - Nikolai van der Heyde, Nederlands regisseur en schrijver (overleden 2020)
- 1936 - Horst Mahler, Duits jurist (overleden 2025)
- 1937 - Gwij Mandelinck (Guido Haerynck), Belgisch dichter (overleden 2024)
- 1938 - Georg Baselitz, Duits kunstschilder en beeldhouwer
- 1938 - Ies Vorst, Nederlands rabbijn en schrijver (overleden 2023)
- 1939 - Sonny Chiba, Japans acteur (overleden 2021)
- 1939 - Eric Pianka, Amerikaans herpetoloog en evolutionair ecoloog (overleden 2022)
- 1939 - Edouard Szostak, Belgisch atleet (overleden 2021)
- 1940 - Adriaan Ditvoorst, Nederlands filmregisseur (overleden 1987)
- 1940 - Werner Krämer, Duits voetballer (overleden 2010)
- 1940 - Brian Labone, Engels voetballer (overleden 2006)
- 1940 - Johnny Russell, Amerikaans countryzanger en songwriter (overleden 2001)
- 1942 - Herman Tjeenk Willink, Nederlands politicus
- 1942 - Harrie Vorst, Nederlands psycholoog en methodoloog
- 1943 - Gary Burton, Amerikaans jazzmuzikant
- 1944 - Rutger Hauer, Nederlands acteur (overleden 2019)
- 1944 - Lonnie Wright, Amerikaans basketbal- en Americanfootballspeler (overleden 2012)
- 1946 - Arnoldo Alemán, president van Nicaragua
- 1946 - Boris Berezovski, Russisch zakenman (overleden 2013)
- 1946 - Miklós Németh, Hongaars atleet
- 1946 - Don Whittington, Amerikaans autocoureur
- 1948 - Arcangelo Pezzella, Italiaans voetbalscheidsrechter
- 1948 - Anita Pointer, Amerikaans zangeres (The Pointer Sisters) (overleden 2022)
- 1950 - Richard Dean Anderson, Amerikaans acteur
- 1950 - Richard Gilliland, Amerikaans acteur (overleden 2021)
- 1950 - John Greaves, Brits musicus
- 1953 - Carl Devlies, Belgisch staatssecretaris
- 1953 - Washington Luiz de Paula, Braziliaans voetballer (overleden 2010)
- 1953 - Alister McGrath, Brits theoloog
- 1953 - Erich Obermayer, Oostenrijks voetballer
- 1954 - Paul Gallagher, Brits R.K. aartsbisschop en curielid
- 1954 - Rüdiger Schnuphase, Oost-Duits voetballer
- 1954 - Britta Thomsen, Deens politica
- 1957 - Caroline van Monaco, prinses van Monaco
- 1958 - Sergej Litvinov, Russisch atleet (overleden 2018)
- 1958 - P.F. Thomése, Nederlands schrijver
- 1959 - Sergej Kopljakov, Russisch zwemmer
- 1959 - Sandra Pisani, Australisch hockeyster (overleden 2022)
- 1959 - Cornelis van Rhee, Nederlands hoogleraar (overleden 2023)
- 1959 - Luk Wyns, Belgisch acteur en regisseur
- 1960 - Danny De Bie, Belgisch veldrijder
- 1961 - Fausto Gresini, Italiaans motorcoureur (overleden 2021)
- 1963 - Maree Fish, Australisch hockeykeepster
- 1963 - Thomas Kausch, Duits journalist en tv-presentator
- 1963 - Gail O'Grady, Amerikaans actrice
- 1963 - Frans van Straaten, Nederlands beeldhouwer
- 1964 - Marco Diem, Zwitsers wielrenner
- 1964 - Bharrat Jagdeo, ex-president van Guyana
- 1964 - Pascal Lance, Frans wielrenner
- 1965 - Louie Clemente, Amerikaans drummer
- 1965 - Jerry Kernion, Amerikaans acteur
- 1965 - Lode Vereeck, Belgisch econoom en politicus
- 1966 - Hans Eskilsson, Zweeds voetballer
- 1966 - Maria Guida, Italiaans atlete
- 1966 - Osamu Miyazaki, Japans motorcoureur
- 1966 - Vitali Savin, Kazachs atleet
- 1967 - Magdalena Andersson, Zweeds politica; premier 2021-22
- 1967 - Louis van Schijndel, Nederlands voetballer
- 1968 - Claude De Burie, Belgisch acteur
- 1968 - Petr Korda, Tsjechisch tennisser
- 1968 - Jac Orie, Nederlands schaatser en schaatscoach
- 1968 - Patrick Peelen, Nederlands voetballer
- 1968 - Marlies van der Putten, Nederlands softballer
- 1969 - Ariadna Gil, Spaans actrice
- 1969 - Ljoedmila Prokasjeva, Kazachs langebaanschaatsster
- 1969 - Brendan Shanahan, Canadees ijshockeyspeler
- 1969 - Susen Tiedtke, Duits atleet (verspringen)
- 1969 - Stefano Zanini, Italiaans wielrenner
- 1970 - Constantina Diță, Roemeens atlete
- 1970 - Alex Gaudino, Italiaans diskjockey
- 1970 - Erik Wijmeersch, Belgisch atleet
- 1971 - Julia Wolff, Nederlands televisieproducent
- 1972 - Ewen Bremner, Schots acteur
- 1972 - Marcel Wouda, Nederlands zwemmer
- 1973 - Lanei Chapman, Amerikaans actrice
- 1973 - Gert Vanderaerden, Belgisch wielrenner
- 1973 - Kathleen Van Hove, Belgisch atlete
- 1974 - Tiffani-Amber Thiessen, Amerikaans actrice
- 1979 - Joram van Klaveren, Nederlands politicus
- 1979 - Kim Heijdenrijk, Nederlands schrijver
- 1979 - Mikuláš Konopka, Slowaaks atleet
- 1980 - Thomas Alexander, Nederlands pianist
- 1980 - Éric Berthou, Frans wielrenner
- 1981 - Julia Jones, Amerikaans actrice en model
- 1981 - Li Meiju, Chinees kogelstootster
- 1982 - Oceana, Duits zangeres, actrice en presentatrice
- 1982 - Sonchat Ratiwatana, Thais tennisser
- 1982 - Geoffrey Wigdor, Amerikaans acteur en makelaar
- 1983 - Justyna Kowalczyk, Pools langlaufster
- 1983 - Irving Saladino, Panamees verspringer
- 1983 - Sarah Tait, Australisch roeister (overleden 2016)
- 1984 - Dragan Mrdja, Servisch voetballer
- 1984 - Arjen Robben, Nederlands voetballer
- 1984 - Günther Vanaudenaerde, Belgisch voetballer
- 1985 - Doutzen Kroes, Nederlands fotomodel
- 1985 - Jevgeni Loekjanenko, Russisch atleet
- 1985 - Niki Mäenpää, Fins voetballer
- 1985 - Aselefech Mergia, Ethiopisch atlete
- 1986 - Stef de Bont, Nederlands sportjournalist
- 1986 - Anna Goodman, Canadees alpineskiester
- 1986 - Sandro Viletta, Zwitsers alpineskiër
- 1987 - Alexander Baumjohann, Duits voetballer
- 1987 - Björn Beauprez, Belgisch voetballer
- 1988 - Pim Meurs, Nederlands dammer
- 1990 - Carina Bär, Duits roeister
- 1991 - Birger Longueville, Belgisch voetballer
- 1992 - Raven Goodwin, Amerikaans actrice
- 1992 - Joana Hählen, Zwitsers alpineskiester
- 1992 - Priscilla Knetemann, Nederlands actrice
- 1993 - Denise Betsema, Nederlands wielrenster (veldrijden)
- 1994 - Merhawi Kudus, Eritrees wielrenner
- 1996 - Thomas Covington, Amerikaans motorcrosser
- 1997 - Steven Da Costa, Frans karateka
- 1998 - Nils Eekhoff, Nederlands wielrenner
- 1998 - Merel Smulders, Nederlands fietscrosser
- 1998 - Ernie Francis jr., Amerikaans autocoureur
- 1998 - XXXTentacion, Amerikaans rapper (overleden 2018)
- 2000 - Yu Hanaguruma, Japans zwemmer
- 2000 - Stina Johannes, Duits voetbalster
- 2000 - Kjell Scherpen, Nederlands voetballer
- 2001 - Jasper Dejaegher, Belgisch wielrenner
- 2001 - Lisanne Kruijswijk, Nederlands handbalster
- 2002 - Volodymyr Brazjko, Oekraïens voetballer
- 2003 - Sterre Koning, Nederlands zangeres, actrice, influencer
- 2004 - Ilvy Zijp, Nederlands voetbalster
- 2005 - Fantine Harduin, Belgisch actrice

## Overleden

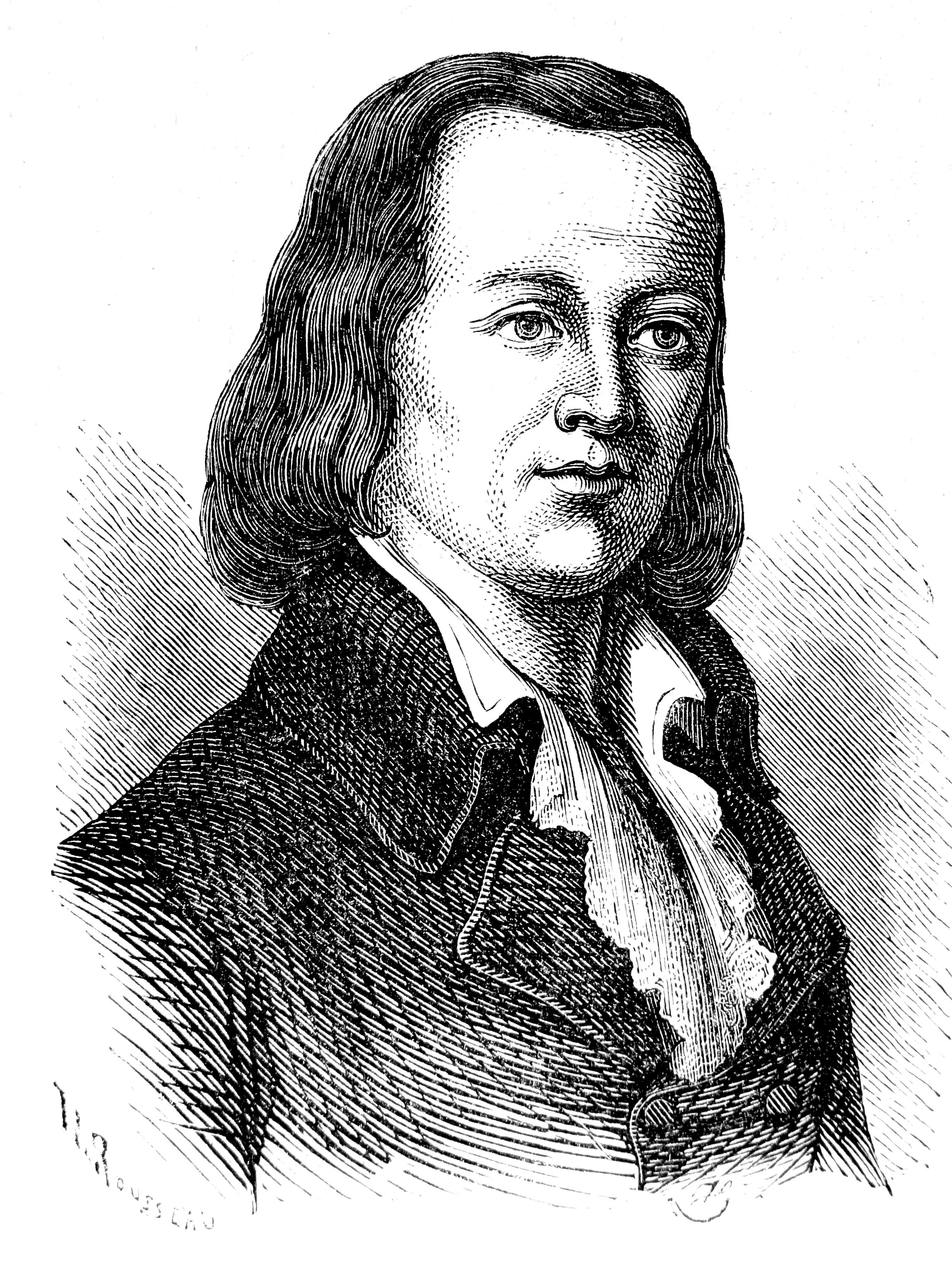
Claude Chappe,
overleden in 1805

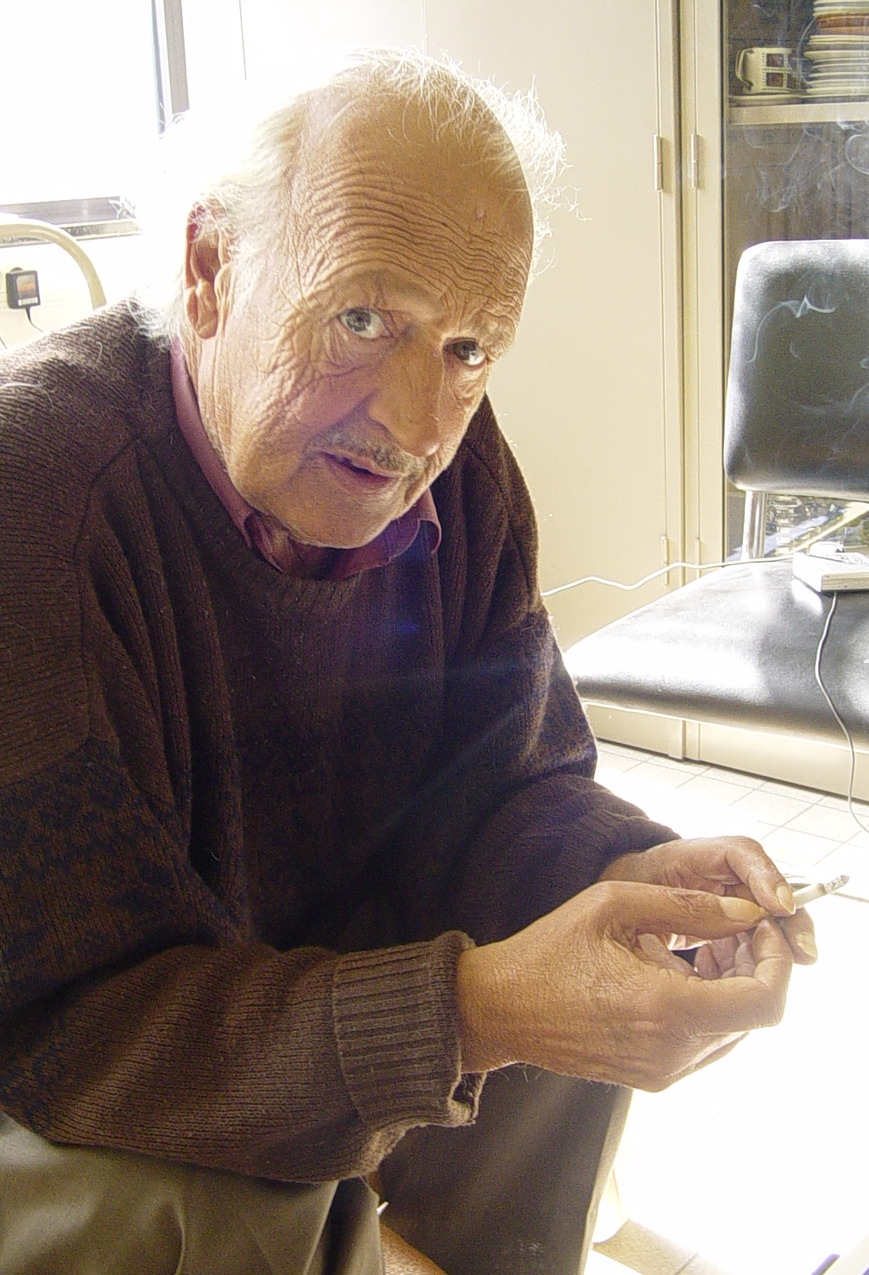
Hugo Van den Enden,
overleden in 2007

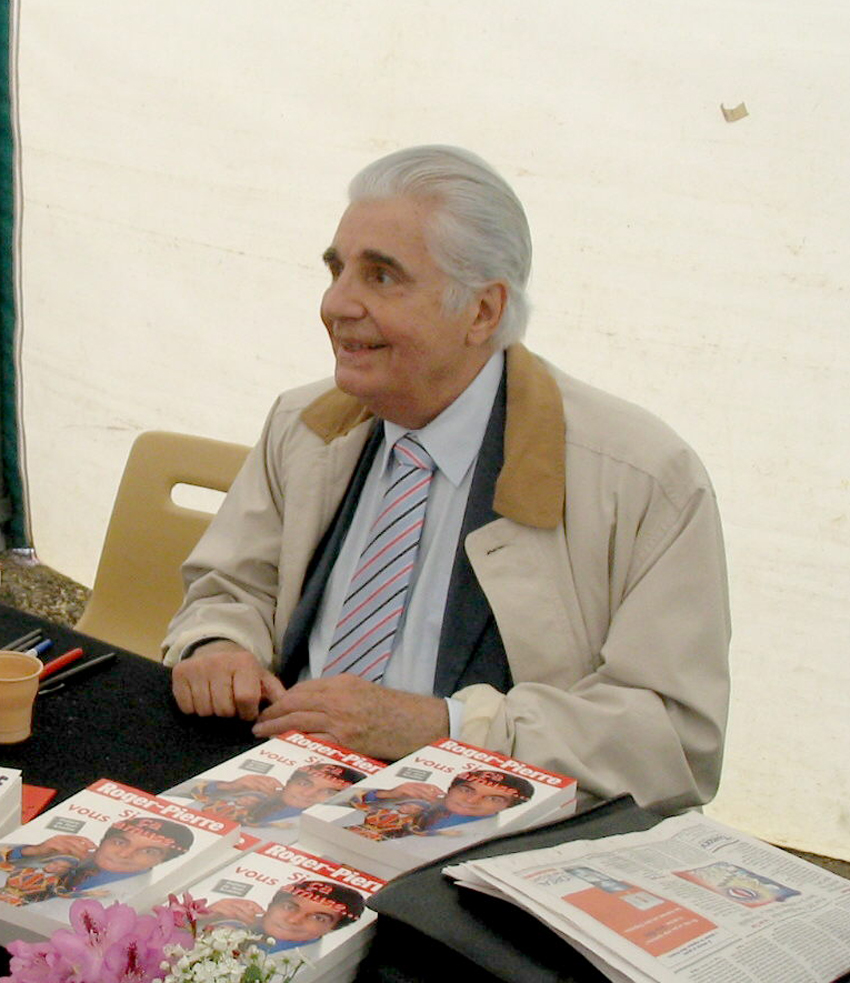
Roger Pierre,
overleden in 2010

- 1423 - Margaretha van Beieren (59 of 60), vrouw van hertog Jan zonder Vrees
- 1622 - William Baffin, (37 of 38), Brits zeevaarder en cartograaf
- 1642 - Sophia Hedwig van Brunswijk-Wolfenbüttel (47), echtgenote van Ernst Casimir van Nassau-Dietz
- 1753 - Louise Bénédicte van Bourbon-Condé (76), Franse adellijke dame
- 1805 - Claude Chappe (41), Frans communicatiepionier
- 1810 - Johann Wilhelm Ritter (33), Duits chemicus en natuurkundige
- 1810 - John Hoppner (51), Engels kunstschilder
- 1837 - John Field (54), Iers pianist en componist
- 1843 - Friedrich de la Motte-Fouqué (65), Duits schrijver
- 1855 - John Burdett Wittenoom (66), eerste koloniaal kapelaan van West-Australië
- 1875 - Charles Kingsley (55), Brits schrijver
- 1892 - Carl Fasol (76), Oostenrijks boekdrukker
- 1894 - Wilhelmus Martinus Logeman (72), Nederlands natuurkundige
- 1900 - Richard Watson Dixon, Engels dichter
- 1926 - Olaf Jørgensen, Noors organist, componist
- 1926 - Désiré-Joseph Mercier (74), Belgisch kardinaal-aartsbisschop van Mechelen
- 1931 - Anna Pavlova (49), Russisch ballerina en filantrope
- 1944 - Edvard Munch (80), Noors kunstschilder
- 1947 - Pierre Bonnard (79), Frans kunstschilder
- 1959 - Alberto Monsaraz (69), Portugees politicus en dichter
- 1963 - Józef Gosławski (54), Pools beeldhouwer, en medaille-ontwerper
- 1965 - Evert Kupers (80), Nederlands vakbondsman en politicus
- 1973 - Kid Ory (86), Amerikaans jazztrombonist en -componist
- 1975 - Karel Paul van der Mandele (94), Nederlands bankier
- 1977 - Éliane Le Breton (79), Frans arts en hoogleraar
- 1981 - Samuel Barber (71), Amerikaans componist
- 1986 - Joseph Beuys (64), Duits kunstenaar
- 1989 - Salvador Dalí (84), Spaans schilder
- 1989 - Lars-Erik Torph (28), Zweeds rallyrijder
- 1990 - Allen Collins (37), Amerikaans muzikant
- 1992 - Freddie Bartholomew (67), Brits acteur en kindster
- 1996 - Cliff Griffith (79), Amerikaans autocoureur
- 1998 - Violette Cornelius (78), Nederlands fotografe en verzetsstrijder
- 1999 - Joe D'Amato (62), Italiaans filmregisseur
- 2001 - Mikael Sundström (43), Fins rallyrijder
- 2002 - Pierre Bourdieu (71), Frans socioloog
- 2002 - Robert Nozick (63), Amerikaans filosoof
- 2003 - Johnny Mauro (92), Amerikaans autocoureur
- 2004 - Helmut Newton (83), Duits-Australisch fotograaf
- 2005 - Johnny Carson (79), Amerikaans televisiepresentator
- 2005 - Robrecht De Roock (33), Belgisch acteur
- 2007 - Wil van Gelder (95), Nederlands politicus en bestuurder
- 2007 - E. Howard Hunt (88), Amerikaans ambtenaar en schrijver
- 2007 - Ryszard Kapuściński (74), Pools journalist, schrijver en dichter
- 2007 - Leopoldo Pirelli (81), Italiaans fabrikant
- 2007 - Hugo Van den Enden (68), Belgisch germanist, filosoof en ethicus
- 2009 - Harold Blackham (105), Engels humanist
- 2009 - George Perle (93), Amerikaans componist
- 2009 - Alfred Van Roy (96), Belgisch ondernemer
- 2009 - Jean-Paul Spaute (66), Belgisch voetballer en voetbalvoorzitter
- 2010 - Quinto Bertoloni (83), Italiaans voetballer
- 2010 - Earl Wild (94), Amerikaans pianist en componist
- 2011 - Novica Tadić (62), Servisch dichter
- 2012 - Wesley Brown (104), Amerikaans jurist
- 2013 - Józef Glemp (83), Pools kardinaal
- 2013 - Jimmy Payne (86), Brits voetballer
- 2013 - Veit Relin (86), Oostenrijks acteur, filmregisseur en scenarioschrijver
- 2014 - Franz Gabl (92), Oostenrijks alpineskiër
- 2014 - Riz Ortolani (87), Italiaans (film)componist en orkestrator
- 2014 - Jan Pesman (82), Nederlands schaatser
- 2015 - Abdoellah bin Abdoel Aziz al-Saoed (90), Saoedi-Arabisch koning
- 2015 - Prosper Ego (87), Nederlands politiek activist
- 2015 - Nol Heijerman (74), Nederlands voetballer
- 2015 - Alexander Lastin (38), Russisch schaker
- 2015 - Ralph Prins (88), Nederlands beeldend kunstenaar
- 2015 - Stéphane Steeman (82), Belgisch humorist en acteur
- 2017 - Bobby Freeman (76), Amerikaans soulzanger
- 2017 - Dmitri Grabovski (31), Oekraïens-Israëlisch wielrenner
- 2017 - Gorden Kaye (75), Brits acteur
- 2017 - Bram Schuijff (89), Nederlands hoogleraar
- 2017 - Herman Vanden Berghe (83), Belgisch geneticus en baron
- 2018 - Hugh Masekela (78), Zuid-Afrikaans jazzmuzikant, zanger en componist
- 2018 - Nicanor Parra (103), Chileens wiskundige en dichter
- 2019 - Dick Dolman (83), Nederlands politicus en Tweede Kamervoorzitter
- 2019 - Éric Holder (58), Frans schrijver
- 2019 - Oliver Mtukudzi (66), Zimbabwaans muzikant
- 2020 - Robert Harper (68), Amerikaans acteur
- 2020 - Gudrun Pausewang (91), Duits schrijfster
- 2021 - Alberto Grimaldi (95), Italiaans filmproducent
- 2021 - Hal Holbrook (95), Amerikaans acteur
- 2021 - Larry King (87), Amerikaans radio- en televisiepresentator
- 2022 - Jacques Abeille (79), Frans romanschrijver
- 2022 - Beegie Adair (84), Amerikaans jazzpianiste
- 2022 - Antônia da Santa Cruz (116), Braziliaans supereeuwelinge
- 2022 - Keto Losaberidze (72), Georgisch boogschutter
- 2022 - Jean-Claude Mézières (83), Frans stripauteur
- 2022 - Thierry Mugler (73), Frans modeontwerper
- 2023 - Álvaro Colom (71), Guatemalteeks politicus
- 2023 - William Lawvere (85), Amerikaans wiskundige
- 2023 - Peter Maas (69), Nederlands burgemeester
- 2023 - Carol Sloane (85), Amerikaans jazzzangeres
- 2023 - Top Topham (75), Brits rock- en bluesgitarist
- 2023 - Harald de Vlaming (69), Nederlands zeiler
- 2024 - Jan Bogaert (66), Belgisch wielrenner
- 2024 - Frank Farian (82), Duits muziekproducent, zanger en liedjesschrijver
- 2024 - Melanie Safka (76), Amerikaans singer-songwriter
- 2025 - Esther Jansma (66), Nederlands dichteres, prozaschrijfster en archeologe
- 2025 - John Morgan (94), Amerikaans zeiler

## Viering/herdenking
- Rooms-katholieke kalender:

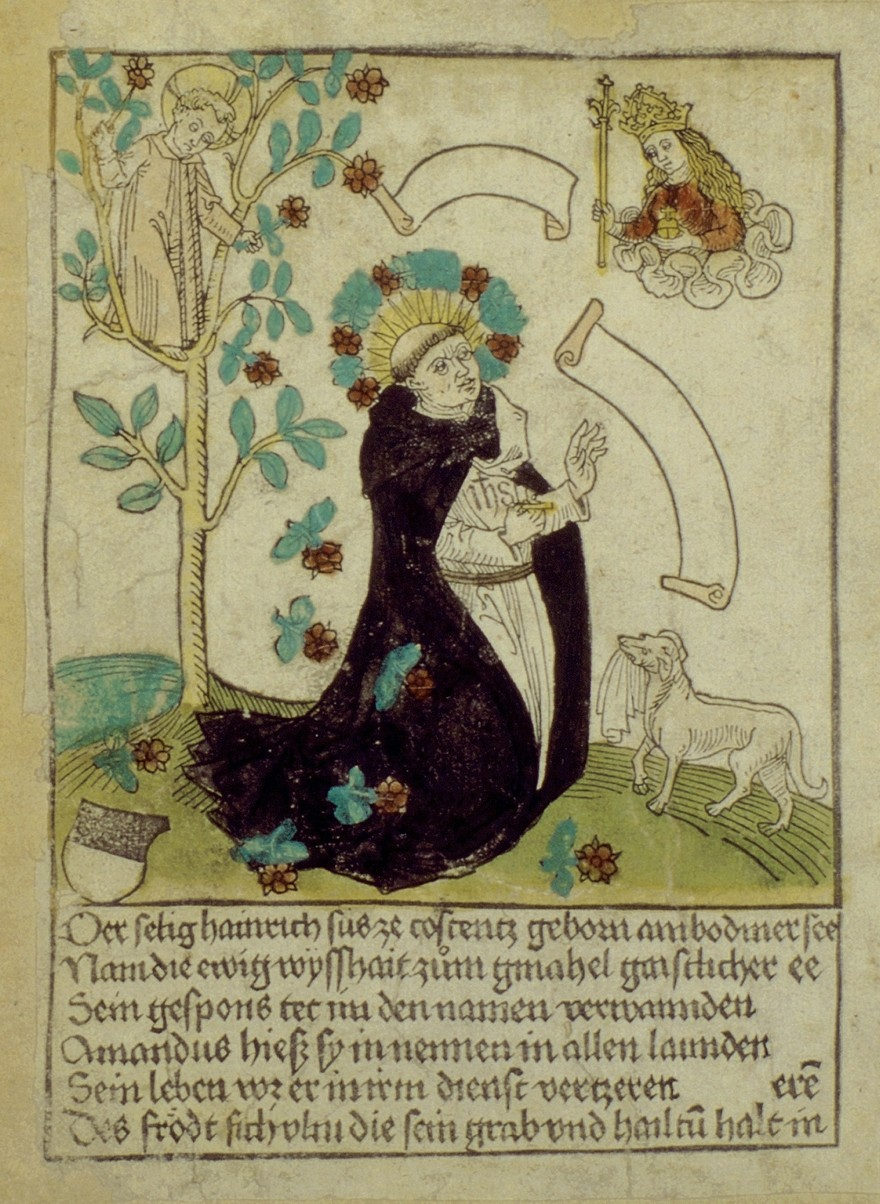
Henricus Seuse

  - Heilige Emerentiana (van Rome) († c. 304)
  - Heilige Hildefons (Ildefonsus van Toledo) († 667)
  - Heilige Clemens (Klemens) van Ancyr († c. 309)
  - Heilige Wido van Aduard († na 1218)
  - Heilige Johannes de Aalmoezenier († 619/20)
  - Heilige Parmenas († 1e eeuw) - ook op 28 juli samen met andere diakens
  - Maria's Verloving

## Weerextremen

### Nederland
| | Officiële records | Officiële records | Officiële records |      | Landelijke records | Landelijke records | Landelijke records |
| Gebeurtenis | Jaar              | Extreem           | Locatie           | Jaar | Extreem            | Locatie            |                    |
| --- | ----------------- | ----------------- | ----------------- | ---- | ------------------ | ------------------ | ------------------ |
| Laagste etmaalgemiddelde temperatuur (°C) | 1907              | −11,6             | De Bilt           |      | 1907               | −11,9              | Eelde              |
| Hoogste etmaalgemiddelde temperatuur (°C) | 1960              | 9,4               | De Bilt           |      | 1937               | 10,4               | Maastricht         |
| Laagste minimumtemperatuur (°C) | 1907              | −13,5             | De Bilt           |      | 1940               | −17,6              | Maastricht         |
| Hoogste minimumtemperatuur (°C) | 1960              | 8,4               | De Bilt           |      | 1960               | 8,8                | Maastricht         |
| Laagste maximumtemperatuur (°C) | 1907              | −9,4              | De Bilt           |      | 1907               | −9,4               | De Bilt            |
| Hoogste maximumtemperatuur (°C) | 2024              | 13,4              | De Bilt           |      | 1937               | 15,5               | Maastricht         |
| Hoogste uurgemiddelde windsnelheid (m/s) | 1944              | 19,0              | De Bilt           |      | 1944               | 26,2               | Vlissingen         |
| Hoogste windstoot (m/s) | 1959              | 28,3              | De Bilt           |      | 1993               | 29,8               | Schiphol           |
| Langste zonneschijnduur (uur) | 1906              | 7,6               | De Bilt           |      | 1992               | 7,9                | Arcen              |
| Langste neerslagduur (uur) | 1956              | 16,9              | De Bilt           |      | 1979               | 17,9               | Valkenburg ZH      |
| Hoogste etmaalsom van de neerslag (mm) | 1956              | 24,4              | De Bilt           |      | 1984               | 28,0               | Valkenburg ZH      |
| Laagste etmaalgemiddelde relatieve vochtigheid (%) | 1907              | 57                | De Bilt           |      | 1957               | 55                 | Maastricht         |
| Laagste uurwaarde luchtdruk op zeeniveau (hPa) | 2009              | 961,5             | De Bilt           |      | 2009               | 961,0              | Hoek van Holland   |
| Hoogste uurwaarde luchtdruk op zeeniveau (hPa) | 1907              | 1047,9            | De Bilt           |      | 1907               | 1053,0             | Eelde              |
| Officiële records worden altijd gemeten op het KNMI-weerstation in De Bilt. Landelijke records kunnen worden gemeten op elk officieel KNMI-weerstation in Nederland. |                   |                   |                   |      |                    |                    |                    |

Uitzonderlijke gebeurtenissen
- 1904 - Officieel laagste maximumtemperatuur in °C van het jaar gemeten in De Bilt: −2,5
- 1907 - Officieel laagste minimumtemperatuur in °C van het jaar gemeten in De Bilt: −13,5
- 1907 - Officieel laagste maximumtemperatuur in °C van het jaar gemeten in De Bilt: −9,4
- 1907 - Landelijk maandrecord hoogste uurwaarde luchtdruk op zeeniveau in hPa van januari gemeten in Eelde: 1053,0
- 1937 - Eerste landelijke zachte dag van het jaar gemeten in Maastricht (maximumtemperatuur ≥ 15 °C op een officieel weerstation)
- 1984 - Officieel laagste minimumtemperatuur in °C van het jaar gemeten in De Bilt: −8,8
- 2009 - Officieel maandrecord laagste uurwaarde luchtdruk op zeeniveau in hPa van januari gemeten in De Bilt: 961,5
- 2009 - Landelijk maandrecord laagste uurwaarde luchtdruk op zeeniveau in hPa van januari gemeten in Hoek van Holland: 961,0
- 2015 - Officieel laagste minimumtemperatuur in °C van het jaar gemeten in De Bilt: −5,7
- 2024 - Officieel hoogste maximumtemperatuur in °C van januari dit jaar gemeten in De Bilt: 13,4 (voorlopig). Samen met 24 januari

### België
Dagrecords
- 1940 - Laagste etmaalgemiddelde temperatuur −9,1 °C
- 1937 - Hoogste etmaalgemiddelde temperatuur 11,1 °C
- 1940 - Laagste minimumtemperatuur −18,7 °C. Laagste waarde van de 20e eeuw.[12]
- 1937 - Hoogste maximumtemperatuur 13,9 °C
- 1990 - Hoogste etmaalsom van de neerslag 21,7 mm

Uitzonderlijke gebeurtenissen
- 1979 - IJzel over gehele land.
- 2009 - In Ukkel wordt een luchtdruk gemeten van 965,4 hPa (herleid tot op zeeniveau).

<< · 1 · 2 · 3 · 4 · 5 · 6 · 7 · 8 · 9 · 10 · 11 · 12 · 13 · 14 · 15 · 16 · 17 · 18 · 19 · 20 · 21 · 22 · 23 · 24 · 25 · 26 · 27 · 28 · 29 · 30 · 31 · >>